# 圣伊西多鲁 (马库-迪卡纳韦西什)
圣伊西多鲁是葡萄牙波尔图区的一个堂区。总面积3.73平方公里，总人口1590人，人口密度426.3人/平方公里。